# Martin Jänicke

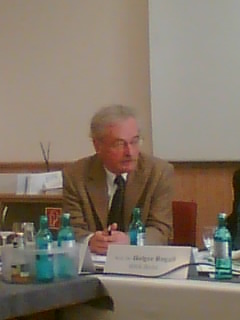
Martin Jänicke, 2009

Martin Jänicke (* 15. August 1937 in Buckow) ist ein deutscher Politikwissenschaftler mit dem Schwerpunkt Umweltpolitik.
Er wurde 1969 bei Otto Stammer an der FU Berlin mit der Dissertation Untersuchungen zum Begriff totalitärer Herrschaft zum Dr. phil. promoviert. Danach war er Assistent von Arnulf Baring. 1970 folgte die Habilitation. Er war von 1971 bis 2002 Professor für Vergleichende Analyse am Fachbereich Politische Wissenschaft der FU Berlin. Zwischen 1986 und 2007 leitete er dort die Forschungsstelle für Umweltpolitik. Jänicke setzte maßgeblich Impulse in der Umweltpolitik und gilt als der Erfinder des Begriffs der Ökologischen Modernisierung, der heute auch international breite Anwendung findet.
Jänicke war Berater des Bundeskanzleramtes und von 1981 bis 1983 Mitglied des Abgeordnetenhauses von Berlin für die Alternative Liste. Von 1999 bis 2007 war Jänicke Mitglied im Sachverständigenrat für Umweltfragen der Bundesregierung und dort zeitweise stellvertretender Vorsitzender. 

## Werke
- Mit Philip Kunig, Michael Stitzel: Lern- und Arbeitsbuch Umweltpolitik. Politik, Recht und Management des Umweltschutzes in Staat und Unternehmen. Dietz, Bonn 2000, ISBN 3-89331-405-9.
- Megatrend Umweltinnovation. Zur ökologischen Modernisierung von Wirtschaft und Staat. Oekom Verlag, 2007, ISBN 978-3-86581-097-7.